# Сарацини

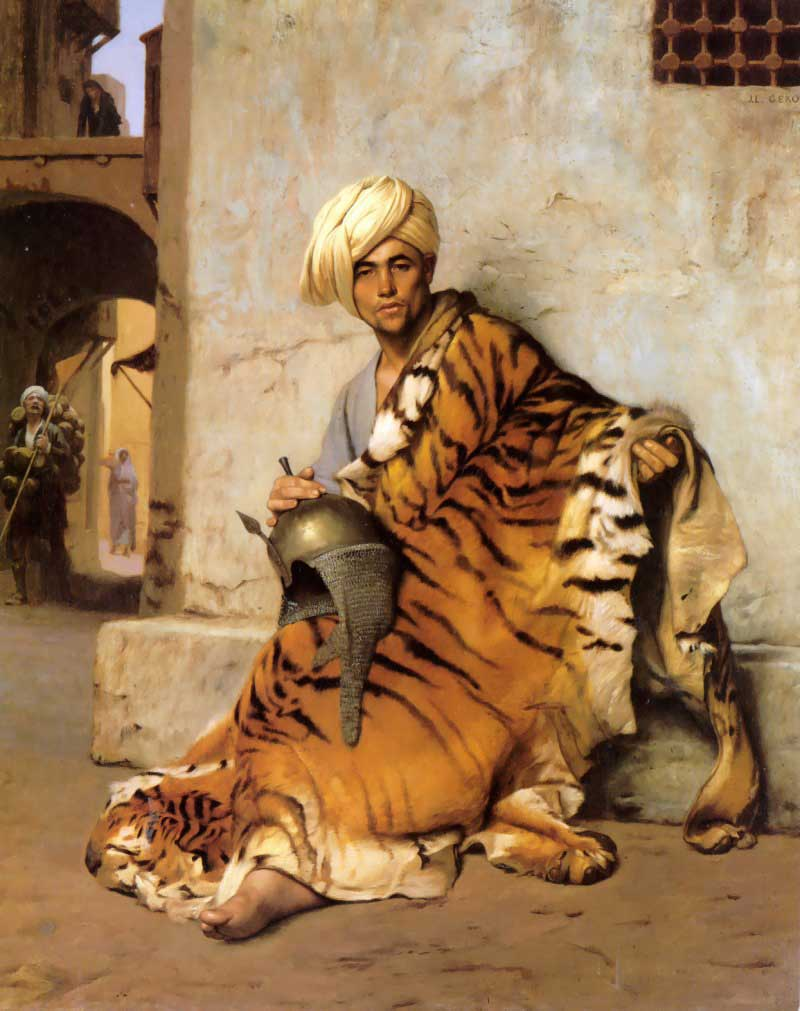
Сарацин, картина Жана-Леона Жерома, 1869

Сарацини (грец. Σαρακηνός — «східні люди») — народ, що згадується давньоримським істориком IV століття Амміаном Марцелліном і давньогрецьким ученим I—II століть Птолемеєм. Кочове розбійницьке плем'я бедуїнів, що жило вздовж кордонів Сирії.

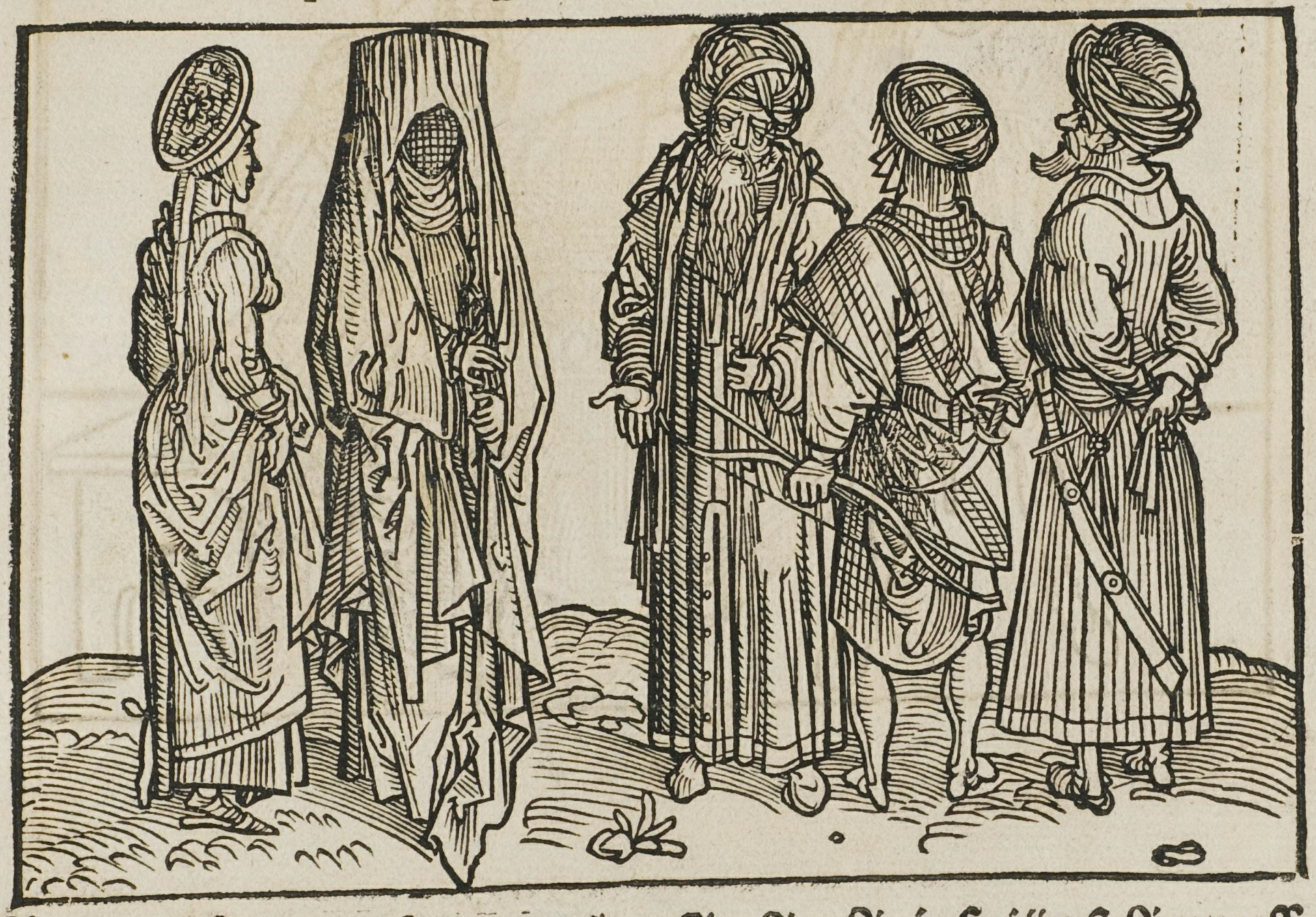
Сарацини на німецькій гравюрі на дереві, кінець XV століття.

З часу хрестових походів європейські автори стали називати сарацинами всіх мусульман, не обов'язково арабів, часто використовуючи як синонім терміна «мусульманин».
Нині термін використовується істориками щодо населення Арабського халіфату в період до завоювання халіфату Аббасидів Хулагу, в результаті близькосхідного походу монголів (VII століття — XIII століття).